# Хали Бери
Хали Мария Бери (на английски: Halle Maria Berry) (в България известна повече като Холи Бери) е американска киноактриса, родена в Кливланд, Охайо, на 14 август 1966 г. Към днешна дата тя е единствената афроамериканска актриса, спечелила наградата Оскар за най-добра актриса в главна роля.

## Биография

### Произход и детство
Хали Бери е родена като Мария Хали Бери, но през 1971 г. променя името си на Хали Мария Бери. Дъщеря е на бившия болничен прислужник от афроамерикански произход Джеръм Бери и на бялата медицинска сестра Джудит Бери, която е от английски произход. Има по-голяма сестра – Хайди.
Детството ѝ е белязано от алкохолизма на баща ѝ, който често е посягал на майка ѝ. В едно интервю тя си припомни редица случаи, в които е била свидетел как баща ѝ е ритал майка ѝ по стълбите или момент, в който той я удря с бутилка вино. В крайна сметка те се развеждат, когато Бери е на 4-годишна възраст и баща ѝ се изнася от дома им. Тя не поддържа връзка с него оттогава, споделяйки в интервю от 1992 г., че дори не знае дали е жив, със сестра ѝ са отгледани само от майка ѝ.
По време на гимназиалните си години тя е мажоретка, редактор на училищния вестник, почетна ученичка и кралица на бала.
През 1980-те участва в няколко конкурса за красота, като печели през 1985 г. Miss Teen All American и Miss Ohio през 1986 г. През 1986 г. е първа подгласничка на Мис САЩ. В интервю по време на конкурса тя казва, че иска да стане актриса или да се занимава с телевизия, т.е. да стане журналистка. Интервюто е удостоено с най-високата оценка от съдиите. Тя е първата афроамериканска участничка на Мис Свят през 1986 г., където завършва на шесто място.

### Кариера
През 1989 г. тя се мести в Ню Йорк с цел да преследва актьорските си амбиции, въпреки това липсата на финансова сигурност я принуждава да живее в дом за бездомни за кратък период. Тя получава първата си роля в американския ситком „Living dolls“ същата година, където играе модел, а със заплатите от шоуто си позволява апартамент и уроци по актьорско майсторство, въпреки това сериалът е свален след един сезон. По време на снимките на „Living dolls“ тя е диагностицирана с диабет тип 1 и изпада в кома за кратък период.
Прави дебюта си в киното с второстепенна роля през 1991 г. във филма „Треска за джунглата“ на Спайк Лий, играейки наркоманка и приятелка на героя на Самюел Л. Джаксън. Нейният пробив идва година по-късно в романтичната комедия „Бумеранг“, играейки кариеристка, влюбена в женкар (в ролята е Еди Мърфи). През 1993 тя участва в биографичния телевизионен филм по истинска история от едноименния роман Алекс Хейли, играейки междурасова робиня. Година по-късно тя играе поддържаща роля във филмовата адаптация на едноименния анимационен сериал семейство Флинстоун, играейки ролята на секретарка, която се опитва да съблазни главния герой Фред Флинстоун. Следващата година излиза „Загубата на Исая“, където отново поема ролята на наркозависима, но този път е майка, загубила попечителството над сина си в ръцете на героя на Джесика Ланг, борейки се да си ги върне.
През 1996 г. участва в „The sun“, заснет в Австралия по реален случай. През 1997 излиза комедията B.A.P.S. Година по-късно излизат два филма с нейно участие в поддържащи роли: първият е биографичен филм, в който играе певицата Зола Тейлър, а във втория „Blueworth“ играе интелигентна жена, която дава на политик нов план за живот (в ролята е Уорън Бийти), за което получава много положителни отзиви от критиците.
След тези филми тя се заема с най-амбициозния си проект до момента, а именно да изиграе и продуцира филм за първата чернокожа жена, номинирана за Оскар за най-добра женска роля. Тя получава правата за проекта над Уитни Хюстън и Джанет Джаксън. Телевизионният биографичен филм получава признание и за играта си тя печели награда Еми за най-добра актриса в телевизионен филм и Златен глобус в същата категория.
През 2000 г. излиза първият супергеройски филм по комиксите за Х-мен на Марвъл, играейки ролята на Буря. Филмът е много успешен и създава редица продължения, а тя поема ролята отново в три от тях, тези излезли през 2003, 2006 и 2014 г.
През 2001 г. тя играе ролята на Летиша Мъсгроу в „Балът на чудовищата“, жена, която губи мъжа и детето си, но открива любовта в лицето на екзекутора на съпруга си (в ролята е Били Боб Тортън), без да подозира това. За изпълнението си тя печели награда от Националната гвардия на филмовите критици и Оскар за най-добра актриса. В речта си тя благодари на предишните чернокожи актриси в индустрията, които са проправили пътя, в това число на Лена Хорн, Даян Карол и нейния идол Дороти Дейндридж (по интересно съвпадение преди две години тя я изиграва, която от своя страна е първата черна актриса, номинирана за отличието, те също споделят едно и също родно място, тъй като са родени в една и съща болница в Охайо). Въпреки това нейната графична любовна сцена с расистки характер с Били Боб Тортън създава противоречия. Много афроамериканци изразяват неодобрение, че Бери е приела ролята. След победата ѝ на Оскарите Revlon увеличава заплатата на Бери заради това, че тя е техен посланик, тя е посланик на марката от 1996. Също през 2001 г. тя участва в шпионския трилър „Парола: Риба меч“ заедно с Джон Траволта и нейния колега от Х-мен Хю Джакман, спекулира се, че Бери е получила над 700 000 долара бонус над заплатата и за филма за кратка сцена във филма, която показва гърдите ѝ. Тя отхвърля твърденията и казва, че е поела ролята, тази и тази в„ Балът на чудовищата“ по съвет на съпруга си по това време, Ерик Бенет, след като отхвърля много роли, изискващи голота.
През 2002 г. тя изиграва ролята на Дакота „Джинкс“ Джонсън, момиче на Бонд срещу Пиърс Броснан (в ролята на Бонд) във филма „Не умирай днес“. Филмът е комерсиален и критичен успех и нейният герой е добре приет. IMDb я поставя на четвърто място в списъка си като най-добро Бонд момиче на екрана. За ролята тя пресъздава сцена, в която излиза от морето в оранжев бански с нож под бикините си, отдавайки почит на Урсула Андрес, която прави такава сцена в първия Бонд филм от 1962. По време на снимките една отломка от граната попада в едното ѝ око, тя е отстранена след 40-минутна операция.
През 2003 г. тя играе ролята на жена, обвинена погрешно в убийството на съпруга си в психотрилъра „Готика“ срещу Робърт Дауни Джуниър и Пенелопе Крус. По време на снимките на една от сцените между Джуниър и Бери, той завърта ръката ѝ твърде силно и неволно я чупи, което спира производството за няколко седмици, в крайна сметка филмът е завършен и е средно успешен и приет от критиците.
През 2004 г. тя изобразява героя от комиксите на DC „Жената котка“ в свободно адаптиран филм за героя. Тя приема ролята за заплата от 12,5 милиона долара. Той е критичен и комерсиален провал с остри критики към сценария и изпълнението на Бери. Изпълнението ѝ печели наградата Razzie за най-лоша женска роля, тя се появява на церемонията (със Сандра Бълок са единствените актриси, явили се да получат наградата), с хумор и държейки Оскара си в ръце, казвайки че „няма как да бъде добър победител, ако не е добър губещ“.
През 2005 г. тя се появява в телевизионен филм на ABC, продуциран от Опра Уинфри, играейки жена със странни сексуални нрави през 1920-те, разстройвайки съплемениците си в малка общност. Изпълнението ѝ дава втора Еми номинация в кариерата ѝ.
През 2007 г. Бери получава звезда на Холивудската алея на славата и се появява срещу Брус Уилис в трилъра „Перфектният убиец“, играейки журналистка разследваща убийството на неин приятел, филм със среден успех. Следващият ѝ филм е от същата година, играейки жена, сприятеляваща се с проблемния приятел на починалия ѝ съпруг (в ролята Бенеселио дел Торо), той е в ограничено издание и получава положителни отзиви от критиката.
През 2010 тя взема ролята на многорасова американка с раздвоение на личността, борейки се да открие истинското си аз във „Франки и Алис“. Въпреки слабото комерсиално изпълнение на филма, той е успех според критиката.
През 2011 тя се появява в ансамбъл комедията Новогодишна нощ, играейки медицинска сестра, изслушвайки умиращ пациент в болницата (в ролята е Робърт Де Ниро). Филмът е комерсиален успех, но не е приет добре от критиците. През 2012 г. се появява във Frank Atlace, който разделя критиците. През 2013 играе в трилъра „The Call“ като служител на 911, опитващ се да помогне на момиче да се спаси от психопат. Критичен и комерсиален успех, критиците одобряват изпълнението ѝ. През 2014 до 2015 тя играе астронавката Моли в сериала „Оцеляване“, който е добре приет.
След няколко години на не поемане на роли тя се завръща през 2017 г. с филма „The Kingsman“, играеща силна и предвидлива помощничка на главния герой, комерсиален успех, но разделя критиците. През тази година излиза и трилърът „Отвличане“, който е заснет през 2014. В него тя играе майка на отвлечено дете, впускайки се в отриването му. Смесени отзиви идват от критиците, но изпълнението ѝ е положително оценено.
През 2019 Бери става продуцент на римейк на „Бумеранг“ като сериал по BET. Тази година тя се присъединява в третия филм от франчайза на Джон Уик (в ролята Киану Рийвс) като хитрата и силна София. Тя се подготвя много физически за ролята и изпълнява много от каскадите. Филмът е комерсиален и критичен успех. Едновременно с това тя режисира за първи път, играе и продуцира спортната драма, излязла през ноември 2021 г. чрез Нетфликс наречена „Buised“, разказващ за боксьорката Джаки Уилсън, жена със затихнала кариера в бокса, опитваща се да се наложи отново. Режисурата и изпълнението ѝ са положително прегледани. Тя сключва сделка с Нетфликс и се очаква да режисира и играе в още няколко проекта.

### Личен живот
Бери от 1993 до 1997 г. е женена за бейзболния играч Дейвид Джастис (David Justice). В едно интервю с Опра през 2002 г. тя споделя, че е била толкова депресирана от края на брака им, че е обмисляла самоубийство по това време.
От 2001 до 2005 г. е женена за музиканта Ерик Бенет (Eric Benét), с когото осиновяват дъщеря – Индия. Те се разделят, след като множество негови изневери стават публични.
От 2005 до 2010 г. живее с канадския модел Габриел Обри, от когото през 2008 г. ражда дъщеря Нала (Nahla Ariela Aubry). През 2010 г. Бери започва да се среща с френския актьор Оливие Мартинес. Сгодяват се през март 2012 г. На 5 октомври 2013 г. им се ражда син – Масео Роберт Мартинес. През 2016 г. Бери и Мартинес се развеждат.
Хали Бери е далечна роднина с Марк Уолбърг и Елън Дедженеръс.

## Избрана филмография

### Кино
| Година | Филм                            | Оригинално заглавие               | Роля                                    | Режисьор                                                            |
| ------ | ------------------------------- | --------------------------------- | --------------------------------------- | ------------------------------------------------------------------- |
| 1991   | Треска в джунглата              | Jungle Fever                      | Вивиан                                  | Спайк Лий                                                           |
| 1991   | Делово преди всичко             | Strictly Business                 | Натали                                  | Кевин Хукс                                                          |
| 1991   | Последният бойскаут             | The Last Boy Scout                | Кори                                    | Тони Скот                                                           |
| 1992   | Бумеранг                        | Boomerang                         | Анджела Люис                            | Реджиналд Хадлин                                                    |
| 1993   | Баща похитител                  | Father Hood                       | Катлийн Мърсър                          | Даръл Джеймс Рут                                                    |
| 1994   | Семейство Флинтстоун            | The Flintstones                   | Шерън Стоун                             | Брайън Левант                                                       |
| 1996   | Извънредно решение              | Executive Decision                | стюардеса Джин                          | Стюарт Беърд                                                        |
| 1996   | Жената на богаташа              | The Rich Man’s Wife               | Джоuзи Потенца                          | Ейми Холдън Джоунс                                                  |
| 2000   | Х-Мен                           | X-Men                             | Ороро Мънро / Буря                      | Брайън Сингър                                                       |
| 2001   | Парола: Риба меч                | Swordfish                         | Джинджър Ноулс                          | Доминик Сена                                                        |
| 2001   | Балът на чудовищата             | Monster’s Ball                    | Летиция Масгроув                        | Марк Форстър                                                        |
| 2002   | Не умирай днес                  | Die Another Day                   | Джиакинта Джонсън                       | Лий Тамахори                                                        |
| 2003   | Х-Мен 2                         | X2                                | Ороро Мънро / Буря                      | Брайън Сингър                                                       |
| 2003   | Готика                          | Gothika                           | доктор Миранда Грей                     | Матийо Касовиц                                                      |
| 2004   | Жената котка                    | Catwoman                          | Жената-котка                            | Питоф                                                               |
| 2005   | Роботи                          | Robots                            | Капи (глас)                             | Крис Уедж, Карлос Салдана                                           |
| 2006   | Х-Мен: Последният сблъсък       | X-Men: The Last Stand             | Ороро Мънро / Буря                      | Брет Ратнър                                                         |
| 2007   | Идеалната непозната             | Perfect Stranger                  | Роуена Прайс                            | Джеймс Фоли                                                         |
| 2007   | Нещата, които изгубихме в огъня | Things We Lost in the Fire        | Одри Бърк                               | Сузан Биер                                                          |
| 2011   | Новогодишна нощ                 | New Year's Eve                    | Ейми                                    | Гари Маршал                                                         |
| 2012   | Облакът Атлас                   | Cloud Atlas                       | Иокаста Кромелинк / Луиза Рей / Мероним | Том Тиквер, Лана Уашовски, Лили Уашовски                            |
| 2013   | Пълен т*шак                     | Movie 43                          | Емили                                   | Питър Фарели, Брет Ратнър, Джеймс Гън, Боб Оденкърк, Елизабет Банкс |
| 2014   | Х-Мен: Дни на отминалото бъдеще | X-Men: Days of Future Past        | Ороро Мънро / Буря                      | Брайън Сингър                                                       |
| 2017   | Kingsman: Златният кръг         | Kingsman: The Golden Circle       | Кола                                    | Матю Вон                                                            |
| 2019   | Джон Уик 3                      | John Wick: Chapter 3 – Parabellum | София                                   | Чад Стахелски                                                       |

### Телевизия
| Година      | Филм      | Оригинално заглавие | Роля                | Режисьор   | Бележки   |
| ----------- | --------- | ------------------- | ------------------- | ---------- | --------- |
| 2014 – 2015 | Оцеляване | Extant              | астронавт Моли Уудс | Мики Фишер | тв сериал |